# Margaret Preston
Margaret Rose Preston (Adelaida, 29 de abril de 1875 - Sídney, 28 de mayo de 1963) fue una pintora y grabadora australiana considerada una de las principales modernistas de Australia de principios del siglo XX. En su búsqueda por fomentar un "arte nacional" australiano, fue una de las primeras artistas australianas no indígenas en utilizar motivos aborígenes en su trabajo.

## Temprana edad y educación
Preston nació el 29 de abril de 1875 en Port Adelaide, hija de David McPherson, un ingeniero marino escocés, y Prudence McPherson. Era la primogénita; su hermana Ethelwynne nació en 1877. En su familia fue llamada por su segundo nombre (Rose), y solo a los 30 años comenzó a usar el de Margaret. La familia se mudó a Sídney en 1885, donde Preston asistió a Fort Street Girls 'High School durante dos años. Mostró un temprano interés en el arte, primero hacia la pintura china y luego a través de clases privadas de arte con William Lister Lister. A los 52 años Preston escribiría sobre su infancia y su creciente interés por el arte en el artículo From Eggs to Electrolux, que se publicó en el Sydney Ure Smith 's Art in Australia en 1927. Aunque escrito en tercera persona, se percibe su personalidad legendariamente fuerte. Preston describe su primera visita a la Galería de Arte de Nueva Gales del Sur a la edad de 12 años, recordándola como:

Un lugar grande, tranquilo y agradable con muchas fotos colgadas en las paredes y aquí y allá estudiantes sentados en taburetes altos copiando en caballetes. [Mi] primera impresión no fue la belleza de la maravilla de las imágenes, sino lo agradable que debe ser sentarse en un taburete alto con personas que te echan 'miradas' a medida que pasan... Esta visita me llevó a la decisión de ser artista
Margaret Preston

Después de sus clases con Lister, Preston estudió en la National Gallery of Victoria Art School con Frederick McCubbin de 1889 a 1894. Sus estudios fueron interrumpidos por un tiempo, entre 1894 y 1895, por la enfermedad y muerte de su padre. Cuando regresó a la escuela, comenzó a trabajar con Bernard Hall. Mostró una fuerte preferencia por pintar bodegones en lugar de personas, y en 1897, ganó la beca Still Life de la escuela, que le otorgó la matrícula gratuita de un año. En 1898, se trasladó a la Escuela de Diseño de Adelaide, donde estudió con HP Gill y Hans Heysen.

## Carrera profesional
Al principio de la carrera de Preston, especialmente antes de su matrimonio, enseñó arte para ayudar a mantenerse a sí misma y a su familia. Comenzó a aceptar estudiantes privados mientras todavía estaba en la Escuela de Diseño de Adelaide, estableciendo su propio estudio en 1899. Más tarde enseñó en el St Peter's College y en el Presbyterian Ladies' College, ambos en Adelaida. Entre sus estudiantes se encontraban artistas tan notables como Bessie Davidson, Gladys Reynell y Stella Bowen, quienes se refirieron a ella como "una pequeña incendiaria pelirroja de mujer, que no solo era una excelente pintora, sino una maestra muy inspiradora". Gladys Reynell y Stella Bowen asistieron a sus clases en 1908.

## Carrera artística

### Viajes (1904–1907 y 1912)
Tras la muerte de su madre en 1903, Preston y Bessie Davidson viajaron a Europa, donde se quedaron de 1904 a 1907, con estancias en Munich y París y viajes más cortos a Italia, España, Holanda y África. En Munich, Preston estudió brevemente en la Escuela de Arte para Mujeres del Gobierno pero no se sintió atraída ni por los métodos de enseñanza alemanes ni por la estética alemana. Más tarde comentó: "La mitad del arte alemán es una locura y vicioso, y mucho es aburrido".
París se adaptaba mejor a Preston, quien participó en el Salón de París de 1905 y 1906. Su sensibilidad modernista en desarrollo fue influenciada por postimpresionistas franceses como Paul Cézanne, Paul Gauguin y Henri Matisse, así como por el arte y el diseño japonés que encontró en el Musée Guimet. Del arte japonés, en particular, adquirió una preferencia por la composición asimétrica, un enfoque en las plantas como tema y una apreciación del patrón como método de organización. Preston comenzó a tratar de reducir su propio trabajo a "decoración sin ornamentación".
Al regresar a Australia en 1907, Preston alquiló un estudio con Bessie Davidson y realizaron una exposición conjunta en la que una de sus pinturas Onions (1905) fue comprada por la Galería Nacional de Australia del Sur. En 1911 se le pidió que pintara un retrato de Catherine Spence para la Galería Nacional de Australia del Sur. Regresó a Francia (París y Bretaña) en 1912 con Gladys Reynell, pero cuando estalló la Primera Guerra Mundial, se mudaron a Gran Bretaña. Allí Preston estudió cerámica y los principios del diseño modernista en los Talleres Omega de Roger Fry. Más tarde, junto con Reynell enseñaron cerámica y tejido de cestas como terapia para soldados afectados por neurosis de guerra en el Hospital Militar Seale Hayne en Devonshire. Durante este periodo exhibió su trabajo en Londres y París.
A partir de estos estudios europeos, Preston regresó a Australia habiendo adoptado principios modernistas. El enfoque analítico de los modernistas al diseño, el sentido de la forma subyacente y el espacio pictórico simplificado se convertirían en sellos distintivos de su trabajo. La influencia de sus estudios europeos se puede ver, por ejemplo, en su bodegón Implement Blue de 1927, con sus formas geométricas, paleta apagada e iluminación rígida.

### Primeros años de Mosman (1919–1932)
En 1919, Preston fue a Estados Unidos para una exposición en el Carnegie Institute en Pittsburgh, Pennsylvania. En su camino de regreso a Australia conoció a su futuro esposo, William George "Bill" Preston, un segundo teniente recientemente despedido de la Fuerza Imperial Australiana. Bill tenía un temperamento plácido que complementaba la personalidad asertiva de Margaret Preston, y se dedicaron el uno al otro durante su matrimonio. Un amigo de Preston, Leon Gellert, señaló que Bill parecía considerarlo como un deber nacional mantener a su amada Margaret feliz y artísticamente productiva. Su matrimonio le dio a Margaret la seguridad financiera para continuar su trabajo y viajar extensamente.
Los Preston se establecieron en el suburbio de Mosman en Sídney a finales de diciembre de 1919. Mosman, una ciudad portuaria, ha atraído a artistas y escritores como Tom Roberts, Arthur Streeton, Harold Herbert, Dattilo Rubbo, Lloyd Rees, Nancy Borlase y Ken Done. Aquí vivirían desde 1920 hasta 1963, con la excepción de siete años en el suburbio de Berowra durante la década de 1930. 
Durante el período de Mosman Preston se erigió como la artista australiana más prominente de las décadas de 1920 y 1930. Un año después de mudarse, la Galería de Arte de Nueva Gales del Sur compró su pintura Summer de 1915, en la exposición de primavera de la Royal Art Society de 1920. Preston fue miembro fundador del Grupo Contemporáneo en 1926. En 1929, los fideicomisarios de lo que ahora es la Galería de Arte de Nueva Gales del Sur comisionaron Autorretrato (1930), la primera comisión de este tipo a una artista femenina de la Galería. En la década de 1930 se unió a la Sociedad Antropológica de Nueva Gales del Sur.
Preston se unió a la Sociedad de Artistas y se hizo amiga de su presidente, Sydney Ure Smith, el influyente editor y editor de Art in Australia, The Home y Australia National Journal. Al escribir en las publicaciones de Ure Smith, Preston abogó por sus propias ideas sobre el arte australiano, especialmente la necesidad de desarrollar una identidad nacional en el arte en lugar de imitar sin cesar modelos europeos. En total, contribuyó con varias docenas de artículos sobre arte a las publicaciones de Ure Smith, así como a los anuarios de la Sociedad de Artistas. Ure Smith no solo le dio más espacio a Preston que a cualquier otro artista, sino que dedicó tres temas exclusivamente a su trabajo: Margaret Preston Number of Art in Australia (1927), Recent Paintings by Margaret Preston (1929) y Margaret Preston's Monotypes (1949).
Aprovechó el foro que las revistas de mujeres le proporcionaron para poder llegar a un público amplio tanto por su trabajo como por sus opiniones sobre el futuro del arte australiano. A los lectores de la edición de abril de 1929 de Woman's World se les pidió que mantuvieran las portadas de los temas en los que se habían reproducido las obras de Preston y que las enmarcaran como imágenes.

#### Estampas
Incluso más que sus pinturas, los grabados en madera, los linóleos y los monotipos de Preston muestran su capacidad para la innovación modernista. Aunque había experimentado con el grabado mientras vivía en Inglaterra, lo mejor de su trabajo en la madurez fue en los grabados en madera. Estas impresiones eran baratas de producir y la ayudaron a extender su alcance a un mercado más amplio.
Creó más de 400 impresiones conocidas, no todas documentadas y algunas perdidas. La gran mayoría de las impresiones sobrevivientes presentan a la flora nativa de Australia como sus sujetos, como resultado del deseo de Preston de crear imágenes exclusivamente australianas. Flores como el banksia, el waratah, la del eucalipto y las flores silvestres le ofrecieron muestras para sus composiciones radicales y asimétricas. 
Mosman y sus alrededores también aparecieron en muchas de las impresiones de Preston. Uno de los pisos de los Preston (en la calle Musgrave) ofrecía vistas de Mosman Bay y Mosman Bridge que aparecieron en más de media docena de impresiones diferentes.  Otro piso, cerca de Reid Park, tenía vistas del puerto de Sídney y su playa que figuraban en obras emblemáticas como Sydney Head I (1925), Sydney Head II (1925), y Harbor Foreshore (1925). El puerto también aparece en las obras Circular Quay (1925) y The Bridge from the North Shore (1932). También hay impresiones con motivos de paisajes, como la Cruz Roja Fete (1920), una vista sobre el agua desde la isla de Balmoral por la noche, y Edwards Beach Balmoral (1929) y Rocks and Waves (1929), que son ambas vistas desde Wyargine Point cerca de Edwards Beach.
A Preston le gustaba experimentar con nuevas técnicas, aunque su enfoque más habitual era imprimir sus imágenes en negro y colorear a mano. Sintió que el grabado ayudó a mantener su trabajo fresco, escribió: "Cada vez que pensaba que me estaba resbalando en mi arte, me metía en manualidades: grabados en madera, monotipos, plantillas y grabados. Me parece que aclara mi cerebro".

#### Pinturas
Mosman también aparece en muchas pinturas de Preston que no son bodegones. Dos en particular, la Exposición Submarina Japonesa (1942) y el Rincón Infantil en el Zoológico (1944–46), están pintados en un estilo deliberadamente ingenuo, lo que refleja un interés actual en el arte infantil. Probablemente habría visto una exposición de arte infantil de la Galería del Departamento de Educación de 1939, y habría estado al tanto de las teorías de Roger Fry sobre la creatividad y el aprendizaje en los niños. La Exposición Submarina Japonesa ofrece una mirada irónica a esa paranoia y sentimientos antijaponeses de los años de guerra en Australia.

### Berowra (1932–1939)
Entre 1932 y 1939, el matrimonio vivió en el suburbio de Berowra. Fue aquí donde Preston buscó con mayor intensidad su preocupación por el desarrollo de una identidad nacional en el arte australiano. Recurrió al arte indígena australiano como inspiración, desplegando motivos de diseño aborigen y esquemas de color de pigmentos naturales en su trabajo.  Esta tendencia continuó incluso después de que dejó Berowra y puede verse en trabajos posteriores como The Brown Pot (1940) y Manly Pines (1953). Preston ganó una medalla de plata en la Exposition Internationale, París en 1937.

### Regreso a Mosman (1939–1963)
Después de sus siete años en Berowra, regresaron a Mosman, donde se quedarían hasta la muerte de Margaret Preston el 28 de mayo de 1963. Entre sus hogares durante este período estaban la antigua casa de la actriz Nellie Stewart y el Hotel Mosman. Las obras posteriores de Preston se basaron en los temas aborígenes desarrollados en Berowra, y sus últimas obras tuvieron temas abiertamente religiosos, posiblemente en respuesta al Premio Blake instituido en 1951. En la década de 1950, hizo una serie de plantillas de gouache basadas en temas religiosos.

### Trabajo
Desde diciembre de 2004 hasta abril de 2005, su trabajo fue exhibido en la Galería Nacional de Australia, Canberra. Otras galerías que tienen colecciones de su trabajo incluyen la Queensland Art Gallery, el Tasmanian Museum and Art Gallery, la Art Gallery of South Australia, y la National Gallery of Victoria.